# L’Alpe d’Huez
L’Alpe d’Huez – miejscowość górska w Alpach francuskich (Departament Isère). Niedaleko stąd wznoszą się górskie masywy Écrins oraz Grandes Rousses. Obok Val d’Isère, Tignes, Courchevel i Les Arcs L’Alpe d’Huez jest jedną z największych stacji narciarskich w północnych Alpach francuskich. Należy ona do dużych centrów sportów zimowych drugiej generacji, które rozwijały się sukcesywnie wokół małych miejscowości górskich. Do trzeciej generacji należą wielkie centra turystyki, takie jak Courchevel, z ogromnym zapleczem hotelowym i niszczącym wpływem na naturalne otoczenie. Dzięki organizacji igrzysk olimpijskich w Grenoble L’Alpe d’Huez przeżyło wielki rozwój.
Miejsce to ma duże znaczenie także dla kolarstwa. Podjazd z 21 zakrętami prowadzący z Le Bourg-d’Oisans do L’Alpe, jest jednym z najsłynniejszych na Tour de France.

## Prestiżowy podjazd
Po raz pierwszy trasę Wielkiej Pętli poprowadzono przez L’Alpe d’Huez w 1952 roku. Pierwszym zwycięzcą w historii został tutaj włoski Campionissimo Fausto Coppi. Dopiero po 24 latach Tour zawitał tutaj po raz drugi i od tej pory 21 zakrętów gości kolarzy prawie co roku. Każdy zakręt nosi imię zwycięzcy z poszczególnych lat, począwszy od 21. zakrętu, który nazwany został imieniem pierwszego zwycięzcy. Ponieważ po zwycięstwie Armstronga w roku 2001 liczba zwycięzców przekroczyła liczbę zakrętów, zaczęto dostawiać tabliczki i tym samym zakręt nr 21 nosi imię Coppiego i Armstronga.

## Dane i rekordy
Długość podjazdu wynosi 13,8 km. Średnie nachylenie 7,9% prowadzi na metę ustanowioną na wysokości 1850 m n.p.m. Rekord szybkości podjazdu należy do Włocha, Marco Pantaniego, który w roku 1995 pokonał górę w 36 minut i 50 sekund.
Jak dotąd dwóch zwycięzców etapu na L’Alpe d’Huez rozstrzygnęło w tym samym roku cały Tour na swoją korzyść – Fausto Coppi w 1952 i Carlos Sastre w 2008.
W pewnym momencie L’Alpe d’Huez nazywano również Górą Holendrów, ponieważ do roku 1989 aż 8 z 14 dotąd rozgrywanych etapów wygrywali kolarze holenderscy. Od tego czasu jednak żadnemu Holendrowi nie udało się kontynuowanie tradycji, za to ich miejsce w „klasyfikacji narodowej” tejże góry staje się zagrożone przez reprezentantów Włoch (7 zwycięstw).

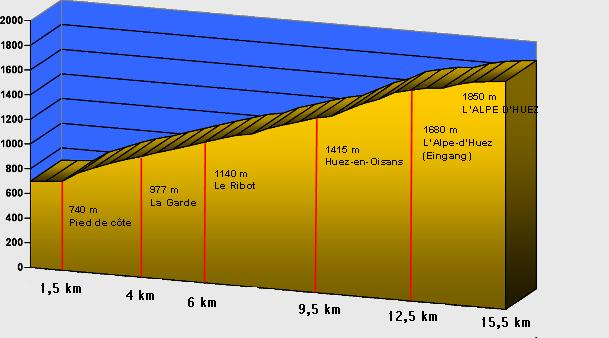
Profil podjazdu pod L’Alpe d’Huez